# Tiol

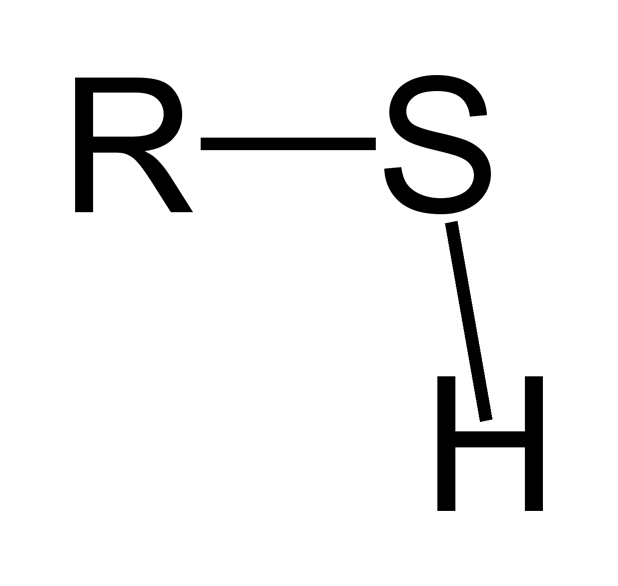
Sulfhidrilo.

En química orgánica, un tiol es un compuesto que contiene el grupo funcional formado por un átomo de azufre y un átomo de hidrógeno (-SH). Siendo el azufre análogo de un grupo hidroxilo (-OH), este grupo funcional es llamado grupo tiol o grupo sulfhidrilo. Los tioles son el análogo azufrado de los  alcoholes (es decir, el azufre ocupa el lugar del oxígeno en el grupo hidroxilo (−OH) de un alcohol), y la palabra es una mezcla de "tio-" con "alcohol".
Muchos tioles tienen un fuerte olor que recuerda al del ajo o al de los huevos podridos. Los tioles se utilizan como odorantes para ayudar en la detección de gas natural (que en estado puro es inodoro), y el "olor a gas natural" se debe al olor del tiol utilizado como odorante. Los tioles se denominan a veces mercaptanos ( /mərˈkæptæn/) o compuestos de mercapto', término introducido en 1832 por William Christopher Zeise y que deriva del latín. mercurio captāns ('mercurio captador') porque el grupo tiolato (RS−
) se une muy fuertemente a los compuestos de mercurio. Tradicionalmente los tioles son denominados mercaptanos.

## Etimología
El término tiol deriva del griego   θεῖον (theion): azufre . Por otra parte mercaptano viene del latín mercurius captans, que significa 'capturado por mercurio', debido a que el grupo –SH se une fuertemente al elemento mercurio.

## Estructura y enlace
Los tioles que tienen la estructura R-SH, en la que un grupo alquilo (R) está unido a un grupo sulfhidrilo (SH), se denominan alcanotioles o alquiltioles.  La mayoría de los derivados orgánicos del azufre presentas estructuras similares a sus equivalentes oxigenados. En este sentido, los tioles  presentan una estructura paralela a la de los alcoholes. Debido a que los átomos de azufre son más grandes que los átomos de oxígeno, las  longitudes de enlace del carbono con el azufre o del azufre con el hidrógeno son significativamente mayores que las correspondientes a los enlaces con el oxígeno. Así, el enlace C-S, típicamente alrededor de 180 picómetros, es unos 40 picómetros más largos que los enlaces típicos C-O. Los ángulos C-S-H se aproximan a 90°, mientras que el ángulo para el grupo C-O-H es más obtuso. En sólidos y líquidos, la  unión de hidrógeno entre grupos tiol individuales es débil, siendo la principal fuerza de cohesión las fuerzas de Van der Waals entre los centros de azufre divalentes altamente polarizables.
El enlace S-H es mucho más débil que el enlace O-H, como se refleja en sus respectivas energías de disociación del enlace (BDE). Para CH3S-H, la BDE es 366 kJ/mol (87 kcal/mol), mientras que para CH3O-H, la BDE es 440 kJ/mol (110 kcal/mol).
Un enlace S-H es moderadamente polar debido a la pequeña diferencia en la electronegatividad del azufre y el hidrógeno. Por el contrario, los enlaces O-H de los grupos hidroxilo son más polares. Los tioles tienen un momento dipolar más bajo que los alcoholes correspondientes.

## Nomenclatura

### IUPAC

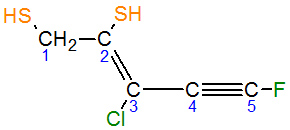
3-cloro-5-fluor pent-2-eno-4-ino-1,2-ditiol

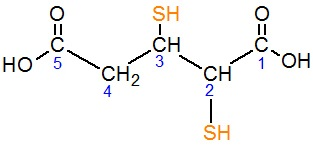
Ácido 2,3 mercapto-pentanodioico

En los compuestos orgánicos azufrados se utiliza el prefijo tio- para indicar que el azufre ha reemplazado al oxígeno en el compuesto. De acuerdo con las recomendaciones de la IUPAC, para los análogos a los alcoholes con azufre, esto seria sustituyendo el sufijo -ol del alcohol por -tiol, ditiol, etc.  También es admisible nombrarlos anteponiendo el radical orgánico al término mercaptano y cuando existen otras funciones, la función tiol se suele designar con el prefijo mercapto. Ejemplos serían, para el análogo al ciclohexanol; ciclohexanotiol o ciclohexil mercaptano.  A continuación se dan los pasos a seguir para nombrar los tioles.
1. Se toma como cadena principal la cadena que es más larga y que contenga los radicales -SH.
2. La cadena se numera de forma que los átomos del carbono con Radical (-SH) tengan los números más bajos posibles.
3. La cadena principal se nombra especificando el número de átomos de carbono de dicha cadena con un prefijo (etano- dos, propano- tres, butano- cuatro; pentano-; hexano-; etc.).
4. Se los identifica a los radicales -SH con sus respectivos números separados por comas.
5. Se coloca la terminación indicando el número de radicales -SH (-tiol un radical SH; -ditiol, dos radicales SH; -tritiol, tres radicales SH; -tetratiol, cuatro radicales SH; -pentatiol, cinco; etc.).
- CH3-SH, metanotiol
- CH3-CH2-CH2-SH, 1-propanotiol
- CH2SH-CH2-CH2-CH2-SH, butano-1,4-ditiol o 1,4-butanoditiol por analogía con el 1,4-butanodiol

6. El radical -SH tiene prioridad sobre dobles o triples enlaces y radicales halógenos.
7. Si el Radical -SH no se encuentra como grupo funcional principal se utiliza el prefijo mercapto o el prefijo sulfanil. Así,  HSCH2CH2SH sería 2-mercaptoetanol

### Sistema común
Se nombra primero al radical alquilo seguido del término mercaptano
Ejemplos:
- CH3-SH, metil mercaptano
- CH3-CH2-CH2-SH, propil mercaptano

## Propiedades químicas

### Síntesis
Los métodos utilizados para tioles son análogos a los utilizados para la síntesis de alcoholes y éteres. Las reacciones son más rápidas y de mayor rendimiento porque los aniones de azufre son mejores nucleófilos que los átomos de oxígeno.
Los tioles se forman cuando un haloalcano se calienta con una solución de sulfuro ácido de sodio en etanol
{\displaystyle {\ce {CH3CH2Br + NaHS -> CH3CH2SH + NaBr}}}
Este sería el procedimiento más directo de obtención de tioles; sin embargo, puede producir también cantidades apreciables de otros sulfuros orgánicos (tioéteres) al menos que se emplee un gran exceso de  de sulfuro ácido de sodio o se haga pasar sulfuro de hidrógeno en la mezcla de reacción. Para evitar este inconveniente, se puede utilizar, como método alternativo de obtención en el laboratorio; la alquilación de la tiourea, que es muy nucleófila y produce una sal de S-alquilisotiouronio que por hidrólisis básica produce el tiol correspondiente.
Además, los disulfuros pueden reducirse fácilmente por agentes reductores como el hidruro de litio aluminio en éter seco o hidruro de boro litio, para formar dos tioles.

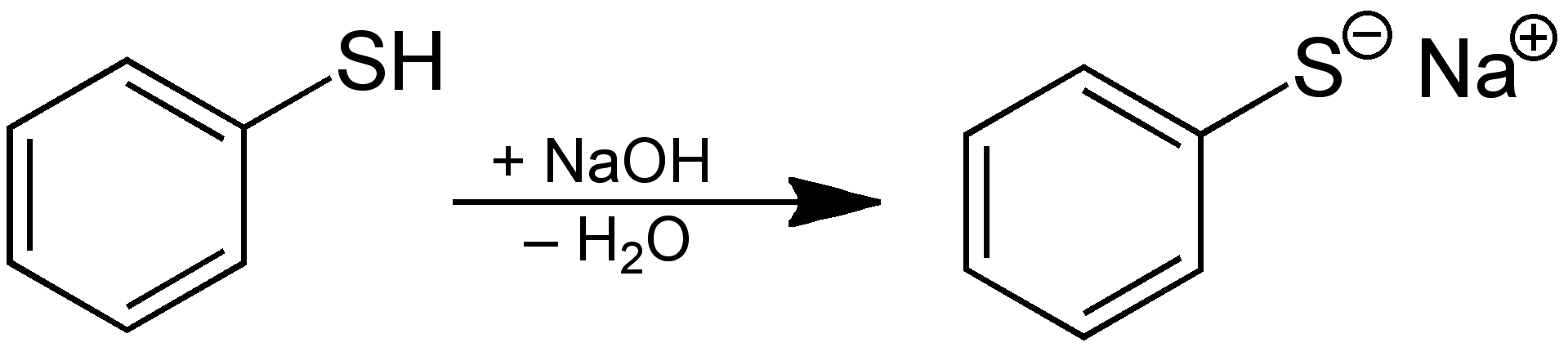

{\displaystyle {\ce {R-S-S-R' -> R-SH + R'-SH}}}

### Reacciones
El grupo tiol es el análogo del azufre al grupo hidroxilo (-OH) que se encuentran en los alcoholes. Debido a que el azufre y el oxígeno pertenecen al mismo grupo de la tabla periódica, comparten algunas propiedades de enlace similares. Al igual que el alcohol, en general la forma desprotonada RS− (llamado tiolato) es químicamente más reactiva que la forma tiol protonada RSH.
Los tioles son sustancias muy reactivas que intervienen en diversos procesos biológicos, siendo sustancias fundamentales en la síntesis de otros compuestos organosulfurados. Los tioles reaccionan con los iones de ciertos metales pesados de forma similar a como lo hace el sulfuro de hidrógeno, formando compuestos insolubles, especialmente con el mercurio, de donde deriva el nombre común de mercaptano.
La química de tioles está relacionada con la de los alcoholes: los tioles forman tioéteres, tioacetales y tioésteres, que son análogos a los éteres, acetales y ésteres. Por otra parte, un grupo tiol puede reaccionar con un alqueno para formar un tioéter. (De hecho, bioquímicamente, los grupos tiol pueden reaccionar con grupos vinilo para formar un enlace tioéter). Los tioles y sus sales (tiolatos) son más nucleófilos que los alcoholes y alcóxidos respectivamente, aunque gran número de reacciones de los tioles recuerdan a las de los alcoholes. La diferencia más significativa entre la química de los alcoholes y los tioles es que los tioles se oxidan con mucha mayor facilidad, convirtiéndose en disulfuros si se emplean oxidantes suaves (I2, H2O2, HClO, ...) o en ácidos sulfónicos si el oxidante es fuerte (p.e. HNO3).

### Acidez
El átomo de azufre de un tiol es muy nucleofílico, mucho más que el átomo de oxígeno del alcohol. El grupo tiol es bastante ácido, con el pKa habitualmente alrededor de 10 a 11. En la presencia de una base se forma un anión tiolato, que es un muy potente nucleófilo. El grupo y su correspondiente anión son fácilmente oxidados por reactivos como el bromo para dar disulfuro orgánico (R-S-S-R).
{\displaystyle {\ce {2R-SH + Br2 -> R-S-S-R + 2HBr}}}
La oxidación por reactivos más poderosos como el hipoclorito de sodio o peróxido de hidrógeno resulta en ácidos sulfónicos (R-SO3H).
{\displaystyle {\ce {2R-SH + 2H2O2 -> R-SO3H + 2H2O}}}

## Propiedades físicas

### Olor
Muchos tioles tienen un fuerte olor parecido al del ajo. Los olores de los tioles, especialmente los de bajo peso molecular, suelen ser fuertes y repulsivos. El aerosol de las mofetas se compone principalmente de tioles de bajo peso molecular y derivados. Estos compuestos son detectables por el olfato humano a concentraciones de sólo 10 partes por billón El sudor humano contiene (R)/(S)-3-metil-3-mercapto-1-ol (MSH), detectable a 2 partes por billón y con un olor afrutado, parecido al de la cebolla. El (metiltio)metanotiol (MeSCH2SH; MTMT) es un tiol volátil de fuerte olor, también detectable a niveles de partes por billón, que se encuentra en la orina de los ratones macho. Lawrence C. Katz y sus colaboradores demostraron que el MTMT funcionaba como semioquímico, activando ciertas neuronas sensoriales de los ratones, atrayendo a las hembras. Se ha demostrado que se requiere la presencia de cobre por un receptor olfativo específico de los ratones, el MOR244-3, que es altamente sensible al MTMT, así como a varios otros tioles y compuestos relacionados. Se ha identificado un receptor olfativo humano, OR2T11, que, en presencia de cobre, es altamente sensible a los odorantes gaseosos (véase más adelante) etanotiol y t-butil mercaptano, así como a otros tioles de bajo peso molecular, incluyendo el alil mercaptano que se encuentra en el aliento a ajo humano, y el sulfuro cíclico tietano de fuerte olor.
Los tioles también son responsables de una clase de defectos del vino causados por una reacción involuntaria entre el azufre y la levadura y del olor skunk ("mofeta") de la cerveza que ha sido expuesta a la luz ultravioleta.
No todos los tioles tienen olores desagradables. Por ejemplo, el furan-2-ilmetanotiol contribuye al aroma del café tostado, mientras que el mercaptano del pomelo, un tiol monoterpenoide, es responsable del olor característico del pomelo. El efecto de este último compuesto sólo está presente a bajas concentraciones. El mercaptano puro tiene un olor desagradable.
En Estados Unidos, se exigió a los distribuidores de gas natural que añadieran tioles, originalmente etanotiol, al gas natural (que es inodoro por naturaleza) tras la mortal explosión de la escuela New London en 1937. Muchos distribuidores de gas odorizaban el gas antes de este suceso. La mayoría de los odorizantes de gas utilizados en la actualidad contienen mezclas de mercaptanos y sulfuros, siendo el t-butil mercaptano el principal constituyente del olor en el gas natural y el etanotiol en el gas licuado de petróleo (GLP, propano)[20] En las situaciones en las que se utilizan tioles en la industria comercial, como en los camiones cisterna de gas licuado de petróleo y los sistemas de manipulación a granel, se utiliza un catalizador oxidante para destruir el olor. Un catalizador de oxidación a base de cobre neutraliza los tioles volátiles y los transforma en productos inertes. 

## Usos
- Algunos mercaptanos de cadena corta, como el metilmercaptano se añaden al gas doméstico para que se puedan detectar las fugas gracias a su fuerte olor a huevos podridos.[20]